# Graus
Graus é um município da Espanha na província de Huesca, comunidade autónoma de Aragão, de área 300,41 km² com população de 3472 habitantes (2007) e densidade populacional de 11,17 hab/km².
Desde o século XI, os habitantes de Graus dirigem-se a Torreciudad para pedir favores, dar graças ou, simplesmente, manifestar o seu amor à  Virgem de Torreciudad.

## Demografia
| Variação demográfica do município entre 1991 e 2004 | Variação demográfica do município entre 1991 e 2004 | Variação demográfica do município entre 1991 e 2004 | Variação demográfica do município entre 1991 e 2004 |
| --------------------------------------------------- | --------------------------------------------------- | --------------------------------------------------- | --------------------------------------------------- |
| 1991                                                | 1996                                                | 2001                                                | 2004                                                |
| 3315                                                | 3300                                                | 3136                                                | 3356                                                |